# Tennis op de Paralympische Zomerspelen 2012
Op de XIVe Paralympische Zomerspelen die in 2012 werden gehouden in de Britse hoofdstad Londen, was tennis een van de 20 sporten die werden beoefend.

## Evenementen

### Mannen

#### Individueel
| Plaats | Land      | Naam            |
| ------ | --------- | --------------- |
| Goud   | Japan     | Shingo Kunieda  |
| Zilver | Frankrijk | Stéphane Houdet |
| Brons  | Nederland | Ronald Vink     |

#### Dubbelspel
| Plaats | Land      | Naam                              |
| ------ | --------- | --------------------------------- |
| Goud   | Zweden    | Stefan Olsson Peter Vikström      |
| Zilver | Frankrijk | Frédéric Cattanéo Nicolas Peifer  |
| Brons  | Frankrijk | Stéphane Houdet Michaël Jérémiasz |

### Vrouwen

#### Individueel
| Plaats | Land      | Naam            |
| ------ | --------- | --------------- |
| Goud   | Nederland | Esther Vergeer  |
| Zilver | Nederland | Aniek van Koot  |
| Brons  | Nederland | Jiske Griffioen |

#### Dubbelspel
| Plaats | Land                | Naam                           |
| ------ | ------------------- | ------------------------------ |
| Goud   | Nederland           | Marjolein Buis Esther Vergeer  |
| Zilver | Nederland           | Jiske Griffioen Aniek van Koot |
| Brons  | Verenigd Koninkrijk | Lucy Shuker Jordanne Whiley    |

### Gemengd (Quad's)

#### Individueel
| Plaats | Land             | Naam          |
| ------ | ---------------- | ------------- |
| Goud   | Israël           | Noam Gershony |
| Zilver | Verenigde Staten | David Wagner  |
| Brons  | Verenigde Staten | Nick Taylor   |

#### Dubbelspel
| Plaats | Land                | Naam                          |
| ------ | ------------------- | ----------------------------- |
| Goud   | Verenigde Staten    | David Wagner Nick Taylor      |
| Zilver | Verenigd Koninkrijk | Andy Lapthorne Peter Norfolk  |
| Brons  | Israël              | Noam Gershony Shraga Weinberg |

## Medaillespiegel
| Plaats | Land                | NPC    | Goud | Zilver | Brons | Totaal |
| 1      | Nederland           | NED    | 2    | 2      | 2     | 6      |
| 2      | Verenigde Staten    | USA    | 1    | 1      | 1     | 3      |
| 3      | Israël              | ISR    | 1    | 0      | 1     | 2      |
| 4      | Japan               | JPN    | 1    | 0      | 0     | 1      |
| 4      | Zweden              | SWE    | 1    | 0      | 0     | 1      |
| 6      | Frankrijk           | FRA    | 0    | 2      | 1     | 3      |
| 7      | Verenigd Koninkrijk | GBR    | 0    | 1      | 1     | 2      |
| Totaal | Totaal              | Totaal | 0    | 0      | 0     | 0      |

Atletiek · Bankdrukken · Basketbal · Blindenvoetbal · Boogschieten · Boccia · CP-voetbal · Goalball · Judo · Paardensport · Roeien · Rugby · Schermen · Schietsport · Tafeltennis · Tennis · Volleybal · Wielersport · Zeilen · Zwemmen
Seoel 1988 ·
Barcelona 1992 ·
Atlanta 1996 ·
Sydney 2000 ·
Athene 2004 ·
Peking 2008 ·
Londen 2012 ·
Rio de Janeiro 2016 ·
Tokio 2020 ·
Parijs 2024 ·
Los Angeles 2028